# Pat Derby
Pour les articles homonymes, voir Derby.
Pat Derby, née le 7 juin 1942 et morte le 15 février 2013, est une dresseuse d'animaux pour la télévision américaine. Elle était connue pour avoir travaillé sur les séries télévisées Flipper le dauphin, Daktari et Lassie et pour être une militante des droits des animaux.

## Biographie
Née Patricia Bysshe Shelley dans le Sussex en Angleterre, son père, Charles, est un professeur de littérature anglophone à l'Université de Cambridge qui affirme descendre du poète Percy Bysshe Shelley . Dès l'enfance, elle éprouve un vif intérêt pour les animaux. À sa demande, son père l'emmène régulièrement au cirque voir les éléphants.
À 15 ans, Patricia quitte l'Angleterre pour déménager à New York afin d'y étudier le ballet et le théâtre. Quatre ans après, elle part s'installer en Californie. C'est dans une boîte de nuit de San Francisco qu'elle rencontre son futur mari, Ted Derby, qu'elle épouse en 1964.

### Carrière
Ted et Patricia se passionnent pour le dressage d'animaux pour la télévision, profession qu'ils exercent conjointement dans les années 1960 et 1970. Patricia prône une formation respectueuse et indolore pour l'animal, désapprouvant l'utilisation d'un aiguillon à bétail dans les méthodes de dressage de son mari. Le couple divorce au milieu des années 1970.
Au cours de cette période, elle travaille pour les séries télévisées Flipper le dauphin (1964-1968), Daktari (1966-1969) et Lassie (1954-1971). En outre, elle collabore sur les séries Gunsmoke (1955-1975) et Gentle Ben (1967-1969), dont le protagoniste est un ours brun apprivoisé. Dans les années 1970, elle travaille sur des publicités, dont une campagne pour Lincoln-Mercury, mettant en scène l'actrice Farrah Fawcett et deux pumas. En 1976, dans une autobiographie intitulée The Lady and the Tiger, elle dénonce les mauvais traitements infligés aux animaux dressés pour le cinéma et la télévision.
Résolument engagée dans la défense des droits des animaux, Pat Derby rencontre Ed Stewart. Avec son soutien, elle fonde en 1984 l'association Performing Animal Welfare Society (PAWS), consacrée à la protection des animaux, qu'elle dirige. Son amour pour les espèces exotiques comme les éléphants, les lions et les primates, la pousse à créer un sanctuaire à Galt, près de Sacramento. L'espace accueille les animaux ayant été dressés pour le cinéma et la télévision, devenant le premier sur le territoire américain à être spécialement équipé pour s'occuper d'éléphants. Un second sanctuaire, Ark 2000, est ouvert à San Andreas en 2002. Couvrant 2300 hectares, l'endroit est un lieu de retraite pour une centaine d'animaux exotiques.
Pat Derby est amenée à témoigner par deux fois devant le Congrès et à participer à plusieurs commissions d'études sur le respect des droits des animaux.

## Décès
Le 15 février 2013, Pat Derby décède dans sa propriété de San Andreas après un long combat contre un cancer de la gorge.